# 遮放坝
遮放坝是云南省芒市的一个盆地，长约32公里，宽5至6公里，面积103.02平方千米，海拔约783米。芒市河在遮放坝西部注入瑞丽江，因地势低平，常发洪涝，遮放镇城区位于坝子东部。历史上，遮放坝是遮放土司的辖地，遮放土司将坝区划为九个“㽘”管辖:53:232。